# بوالیا (بنگلادش)
بوالیا (به لاتین: Boalia) یک روستا در بنگلادش است که در استان باریسال و در ناحیه باریسال واقع شده‌است.